# Plattform J
Die Plattform J ist ein deutschsprachiges Nachrichtenportal mit E-Paper-Ausgabe. Es hat vorwiegend regionalen Charakter, mit nationaler Reichweite und wird in Bern produziert. Das Portal entstand aus der ehemaligen Jungfrau Zeitung, die im Berner Oberland herausgegeben wurde. Im März 2020 wurde die Druckausgabe eingestellt, seitdem erscheinen die Beiträge täglich als E-Paper und als laufend publizierte Meldungen, zunächst auf der Website jungfrauzeitung.ch. Im Jahr 2023 wurde die Publikation umbenannt in Plattform J.
Neben der E-Paper-Ausgabe sind alle Artikel auch Online auf der Website verfügbar, wie es auch schon zu Zeiten der Druckausgabe war. Herausgeber ist das 1907 gegründete Medienhaus Gossweiler. Das Unternehmen wird in der vierten Generation geführt. Sitz und Redaktion befinden sich seit 2024 in Bern.

## Redaktionskonzept
Die Zeitung konzentrierte sich bis Ende März 2020 auf lokale Nachrichten der Region und richtete sich damit zunächst an sämtliche 80 Gemeinden des Berner Oberlands. Der Inhalt war aufgefächert auf die klassischen Ressorts Politik, Wirtschaft, Kultur, Gesellschaft und Sport. Seit der Umstellung auf die E-Paper-Ausgabe werden auch vermehrt überregionale, Schweizweite und internationale Themen behandelt.
Schon früh setzte die Zeitung auf den Grundsatz «Online first» und stellte alle Inhalte auf der Website bereit. Durch ein selbst entwickeltes Publikationstool kann das Redaktionsteam, Nachrichten kurzfristig veröffentlichen. Pro Tag werden rund 50'000 Seitenabfragen registriert. Die Onlineplattform ist kostenlos und ohne Registrierung zugänglich und dient gleichzeitig als Zeitungsarchiv.
Im Rahmen der Umorganisation zum Nachrichtenportal wurde das Angebot umgestellt. Seitdem werden folgende Formate angeboten: fortlaufend publizierte Nachrichten auf dem Portal, eine Montag bis Samstag erscheinende Tageszeitung als E-Paper, mehrere TV-Magazine, eine tägliche Agenda und themenbezogene Kanäle. 
Die Zeitung finanziert sich rein über Werbeeinnahmen. Sie erhält keine Unterstützungsbeiträge, weder vom Bund noch vom Kanton. Damit gehört das Medienhaus Gossweiler zu den wenigen unabhängigen und selbständigen Medienhäusern der Schweiz.

## Geschichte

Logo der Jungfrau Zeitung

1907 erwarben Fridolin und Margaritha Gossweiler-Thöni die 1896 gegründete Lokalzeitung Der Brienzer. Aus der Zusammenlegung der drei lokalen Traditionstitel Der Brienzer, Der Oberhasler und Echo von Grindelwald entstand im Herbst 2000 die Jungfrau Zeitung. Diese erschien in den angestammten Gebieten der drei Traditionstitel weiter als Kopfblatt unter den bisherigen Namen, während die Zeitung im Raum Interlaken und im westlichen Oberland inklusive Thun als Jungfrau Zeitung erschien.
Bis Ende März 2020 erschien die Zeitung inklusive den Kopfblättern zwei Mal wöchentlich als Druckausgabe im Abonnement. 2018 betrug die Auflage 5917 gemäss WEMF-Auflagenbulletin, im Jahr zuvor betrug die Auflage 6217.
Im Zuge der wirtschaftlichen Schwierigkeiten während der Coronakrise wurde Ende März 2020 die Druckausgabe eingestellt. Seitdem erscheint neben den fortlaufend publizierten Nachrichten auf dem Portal die Zeitung täglich als E-Paper, das kostenlos auf der Website der Zeitung gelesen werden kann.
Sitz und Redaktion waren anfänglich in Brienz, danach Interlaken, ab Februar 2017 in Thun und seit Anfangs 2024 in Bern.

## Jungfrau Zeitung Anzeiger
Von April 2017 bis Ende März 2020 erschien im gleichen Verlag wie die Jungfrau Zeitung wöchentlich ein Anzeiger, zunächst unter dem Namen Anzeiger Berner Oberland. Im Januar 2019 wurde er umbenannt in Jungfrau Zeitung Anzeiger. Der Anzeiger wurde kostenlos an sämtliche 110'000 Haushalte im Berner Oberland verteilt. Er enthielt neben Stellen-, Immobilien- und übrigen Inseraten auch bezahlte Publireportagen. Die Werbung und die Publireportagen waren auch in der Onlineplattform der Jungfrau Zeitung integriert. Der Jungfrau Zeitung Anzeiger war die auflagenstärkste Publikation im Kanton Bern. Ende März 2020 wurde er im Zuge der wirtschaftlichen Schwierigkeiten während der Coronakrise als eigenständige Ausgabe eingestellt. Danach erschien er noch bis zum 9. Juli 2020 in der Donnerstagsausgabe der Jungfrau Zeitung als E-Paper.